# ジェームズ (エンジェルの登場人物)
ジェームズ (英語表記:James) は、アメリカ合衆国で発売されているコミック版『Angel』に登場する架空の人物。

## 略歴
コミック『Aftermath』でロサンゼルス市内の精神病棟に入院している患者として登場する。『Aftermath』以降の作品ではエンジェル探偵事務所の職員になっているが、第33章『Letters Home: A Jamesian Interlude』でウォッチャーのウィザーミルを殴るなど奇妙な行動をとるようになる。

## 特徴
神。金髪の大男。背中に翼があり、普段は隠している。本名はマエストロ・モア。別名はジャマイラ。

## 関連する人物
コーディリア・チェイス
当局の使い。
リス・ハブル
ジェームズの妹。ソウル・イーター。
ローワン
ジェームズの姉。
アン・スティール
慈善活動家。ジェームズの妻。